# Robert Rosentreter
Robert Rosentreter (* 11. März 1931 in Kuldīga; † 8. Februar 2015 in Rostock) war ein deutscher Militärjournalist sowie Autor politischer und historischer Literatur.

## Leben
1949/50 spielte der im Kurland geborene Rosentreter bei Union in Bad Freienwalde als Läufer Fußball. Danach studierte Rosentreter in Leipzig, wurde 1954 Diplomjournalist und war anschließend als Redakteur bei der Ostsee-Zeitung tätig. Ab 1955 verpflichtete sich Rosentreter als Berufsoffizier der Volksmarine der Deutschen Demokratischen Republik und wurde Militärjournalist. Gemeinsam mit Dieter Flohr gab Robert Rosentreter in den Jahren von 1983 bis 1991 die Edition Marinekalender der DDR heraus. 1984 promovierte Rosentreter an der Sektion Geschichte der Universität Rostock zum Dr. phil. Er beendete 1990 seine Offizierslaufbahn im Rang eines Fregattenkapitäns.
Seit 1966 Mitglied des F.C. Hansa Rostock, war Rosentreter von 1991 bis 1995 als Pressesprecher des Fußballvereins tätig und wurde 1996 zum Vereins-Chronisten. Des Weiteren engagierte er sich als Vorsitzender der Societät Rostock maritim, ein eingetragener Verein, der sich für Bildungs- und Öffentlichkeitsarbeit mit Bezug zu Schifffahrt, Schiffbau und Pflege maritimer Traditionen in der Hansestadt verantwortlich fühlt. Zuletzt war er Autor und Herausgeber beim Ingo Koch Verlag in Rostock.

## Veröffentlichungen (Auswahl)
- Ich diene bei der Volksmarine. Militärverlag der DDR, Berlin 1975, DNB 36925791X (= NVA in Wort und Bild).
- mit Horst Westphal: Rebellion in der Hölle, Militärverlag der DDR, Berlin 1976, DNB 369257928.
- mit Dieter Flohr und Peter Seemann: Volksmarine auf Wacht. Militärverlag der DDR, Berlin 1979, 1983 (2. Auflage)
- Von Seeleuten und Schiffen – Aus der Geschichte der Seefahrt. (= Regenbogenreihe) Kinderbuchverlag Berlin, 1979
- Zur ideologischen Beeinflussung der deutschen Jugend im Interesse der imperialistischen deutschen Seemachtpolitik 1897–1914 Dissertation an der Universität Rostock 1984, DNB 850028043.
- mit Herbert Kalkofen: U-Boot-Abwehrschiffe. Militärverlag der DDR, Berlin 1984, 1988 (2. Auflage), ISBN 3-327-00466-8
- mit Manfred Wessling: Landungsschiffe . Militärverlag der DDR, Berlin 1987, ISBN 3-327-00341-6
- Blaujacken im Novembersturm. Rote Matrosen 1918/1919. Dietz, Berlin 1988, ISBN 3-320-01063-8
- FC Hansa Rostock. Fußball an der Ostsee. Suum Cuique, Reutlingen 1995, ISBN 3-927292-55-9
- Im Seegang der Zeit. Vier Jahrzehnte Volksmarine. Koch, Rostock 2000, ISBN 3-935319-07-X
- Schonerbrigg GREIF ex WILHELM PIECK. Eine Schiffslegende. Koch, Rostock 2001, ISBN 3-935319-25-8
- Panzerkreuzer Potjomkin. Das Schiff – der Aufstand – der Film. Koch, Rostock 2011, ISBN 978-3-86436-012-1
- Undine alias Kronprinz. Die dramatische Geschichte eines Rostocker Schiffes. Redieck & Schade, Rostock 2012, ISBN 978-3-942673-25-9
- Hansezeit und Hanse Sail. Aus der maritimen Geschichte Mecklenburg-Vorpommerns. Hinstorff, Rostock 2004, ISBN 3-356-01043-3
- mit Günter Simon: Immer hart am Wind. 40 Jahre F.C. Hansa Rostock. Die Werkstatt, Göttingen 2005, ISBN 3-89533-504-5.
- Vom Ostseestadion zur DKB-Arena, Jubiläumszeitschrift, Hrsg.: F.C. Hansa Rostock e. V., Rostock, 2014.
- Typenkompass deutsche Kriegsschiffe: Hilfskreuzer und Handelsstörer 1914–1918, Motorbuch, Stuttgart 2015, ISBN 978-3-613-03774-8.